# Macoubea guianensis
Macoubea guianensis är en oleanderväxtart som beskrevs av Jean Baptiste Christophe Fusée Aublet. Macoubea guianensis ingår i släktet Macoubea och familjen oleanderväxter. Inga underarter finns listade i Catalogue of Life.